# Wendar Island
Wendar Island är en ö i Australien. Den ligger i delstaten Tasmanien, i den sydöstra delen av landet, omkring 130 kilometer sydväst om delstatshuvudstaden Hobart.
Genomsnittlig årsnederbörd är 1 919 millimeter. Den regnigaste månaden är juli, med i genomsnitt 234 mm nederbörd, och den torraste är februari, med 81 mm nederbörd.